# Одинадцять чоловіків поза грою
«Одинадцять чоловіків поза грою» (ісл. «Strákarnir okkar», англ. «Eleven Men Out») — комедія режисера Роберта І. Дугласа про зірку футболу, якого вигнали з команди, коли стало відомо, що він  гомосексуал. Фільм брав участь у програмах  Міжнародного кінофестивалю в Торонто (2005),  Міжнародного кінофестивалю в Берліні (2006) і Гавайського міжнародного кінофестивалю.

## Сюжет
Оттар Тор — зірка професійного ісландського футболу. В інтерв'ю місцевій пресі Оттар зізнається, що він гей. Це викликає великий переполох в команді, яку він залишає незабаром після того, як виявляється, що його відсторонили від більшості матчів. Менеджером команди є батько Оттара, тому все, що відбулося — це ще і удар по сім'ї.
Тор приєднується до невеликої аматорській команді, що складається переважно з  гомосексуалів. Батько наполегливо умовляє його повернутися назад. Оттар погоджується за умови, що його колишня команда зіграє матч з командою геїв. Отець приймає умову, не знаючи, що дата матчу збігається з датою гей параду, і тисячі геїв і лесбійок будуть уболівальниками.

## У ролях
- Бйорн Глінур Гаральдссон — Оттар Тор
- Торстейн Бахман — Георг
- Арнмандур Ернст — Магнус
- Йоганн Ґунар Йоганнссон — Маттіас
- Гельґі Бйорнссон — Петур